# Louis Belard Saint-Silvestre
Louis Belard Saint-Silvestre est un esclave affranchi noir, vivant à Bordeaux à la fin du XVIIIe siècle. Il est l'un des quelque 5 200 personnes d'origine africaine identifiées à Bordeaux à un moment ou un autre de la période de la traite négrière, et son destin est typique d'une partie de ce groupe.

## Biographie
Louis, qui porte alors le nom de L'Espérance, a épousé Marie Avard, une femme a priori blanche. Le 7 juillet 1784 ils baptisent leur fils aîné Jean à la basilique Saint-Seurin de Bordeaux. La famille s'agrandit de deux autres enfants.  
Elle est intégrée dans la communauté noire de la ville, constituée d'anciens esclaves souvent amenés en Europe par leur maître depuis Saint-Domingue, et affranchis une fois arrivés en métropole. Ceux-ci se sont regroupés dans le quartier de Saint-Seurin, alors situé hors-les-murs. Ainsi, c'est un couple de couleur que Louis et Marie choisissent comme parrain et marraine de leur fils.   
Il est vraisemblable que Louis a tout d'abord conservé une activité de domestique. En 1784, il exerce la profession de cuisinier. En 1788, il est qualifié dans un registre paroissial de « nègre aubergiste », gère sa propre auberge, près de l'actuelle place de la Victoire. Il a alors abandonné son ancien patronyme et pris pour nom Louis Belard Saint-Silvestre, souhaitant probablement ainsi symboliser son ascension sociale.
Sa situation lui permet de venir en aide à plusieurs Afro-descendants échoués à Bordeaux : il devient par exemple curateur de Marguerite Victoire, Guinéenne de 22 ans et domestique chez une "grande" famille bordelaise, pour lui permettre de se marier — bien qu'elle soit mineure — avec un autre Noir bordelais, Bernard Labaye. 
Durant la Révolution, les moyens financiers de Louis lui permettent d'acheter des terres à Saint-Domingue, un investissement prisé des Noirs libres suffisamment aisés. En 1800, son épouse reçoit une aide de l’État pour l'indemniser de la perte de ces terres dans la tourmente révolutionnaire.
En 1815 un de ses fils, Louis, né en 1790, est un des meneurs d'une révolte menée par Casimir Duclos, qui commet des actes de violence contre des royalistes autour de La Réole. Jugé à Bordeaux le 19 décembre 1815, il est condamné à une peine de travaux forcés.